# Troy Bell
Pour les articles homonymes, voir Bell.
Troy Bell, né le 10 novembre 1980 à Minneapolis (Minnesota), aux États-Unis, est un joueur américain de basket-ball. Il évolue au poste d'arrière.